# Nicolei Faber
Nicolei Faber, född den 31 mars 1982, är en dansk skådespelare.
Faber är utbildad vid Teaterstudio och GITIS Scandinavia under åren 2001 respektive 2004.
Faber är gift med den svenska skådespelaren Lisa Carlehed. Paret har två döttrar.

## Filmografi
- Ambulancen (2005)
- Preludium (2008)
- Profetia (2009)

### TV-serier
- Sommer (2008)